# 逃亡 (松本清張)
『逃亡』（とうぼう）は、松本清張の長編時代小説。文政年間を舞台に、役人の罠に嵌まり罪を着せられた男の逃亡生活と闘いを描く。『江戸秘紋』の題名で『信濃毎日新聞』夕刊（1964年5月16日付 - 1965年5月17日付）ほか11紙に同時連載され、1966年3月に光文社（カッパ・ノベルス）より刊行された。
1966年・2002年にテレビドラマ化されている。

## あらすじ
文政12年（1829年）のこと、江戸神田で周辺一帯を舐め尽くす大火（文政の大火）が発生、伝馬町の牢屋敷にも火が迫った。牢奉行は、明朝辰の刻までに本所回向院に集まることを言い含め、囚人たちを一時解放した。入牢していた源次も、他の囚人と共に外へ飛び出し、大火の混乱を脇目に回向院に到着する。牢に帰るつもりで大人しく本堂に寝ていた源次だったが、夜中に鋭い女の悲鳴を聞いた。男が女を襲おうとするのを目にした源次は、男に組み付いてその女を助けた。源次は向島へ帰ると言う女を送るが、お仙と名乗ったその女は、源次に自分の家で休むようすすめた。ためらう源次にお仙はなおもすすめ、源次はお仙の家で床に入る。ところが、お仙の旦那は何と自分を捕らえた下谷の岡っ引・梅三郎であった。梅三郎がこの機会を利用し罠に嵌めようと画策していることに気づいた源次は、ひそかに脱出をはかるものの、間もなく梅三郎に捕えられ、連行された番屋で柱に縛り付けられる。
番屋の老人・卯平と身の上話などをしていた源次だったが、源次の人物を知った卯平は、縄を解いて外へ出るように告げる。源次は辛くも難を逃れたが、空腹に耐えられず、とある家の裏木戸から台所へ侵入する。夢中になって飯を掬う源次の傍らに、お蝶という名の若い娘が現われた。お蝶の一家は仏壇の細工物を作る錺師（かざりし）の仕事をしており、源次は家の厄介になる間、彼女と親密になった。他方、夜中に地下室から聞こえてくる不審な金槌の音が気にかかる。一体この家の地下では何が行われているのか？そうこうするうち、源次は家族からお蝶との関係を疑われ、一途な彼女と駆け落ち同然でまたも家を出ることになる。お蝶を連れた源次は卯平と再会する。しかし、追われる身のため迂闊に外に出られない源次を支えるべく、料理屋で働き始めたお蝶に、梅三郎の魔の手が伸びてきた。源次は絶体絶命の危機に陥るが･･･。

## 主な登場人物

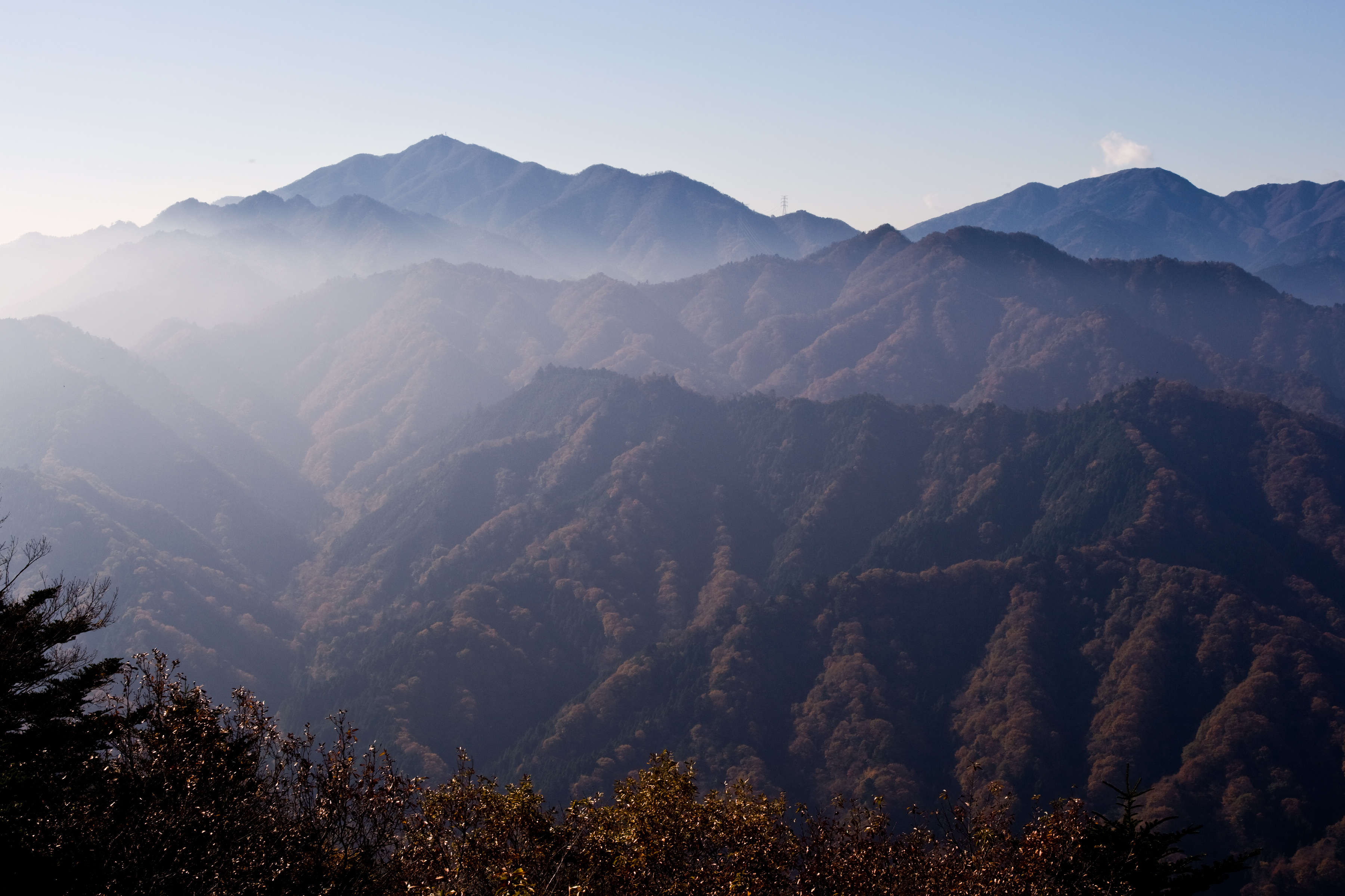
小説後半の舞台となる大山周辺

- 原作における設定を記述。

源次
甲州出身の無宿者。軽度の罪で挙げられ、牢屋敷に入牢中。
梅三郎
むじなとのあだ名を取る下谷の岡っ引。
お米
梅三郎の囲っている妾。最初お仙と名乗る。
卯平
番小屋の老人。
お蝶
錺師の娘。母親を亡くし3人で暮らしている。
伝兵衛
お蝶の父。仏具などの細工を行う錺師。
伝助
お蝶の兄。
勘八
源次と同じ牢にいた無宿者。
富太
回向院で女を襲っていた無宿者。信州出身。
お秋
湯島の料理屋の女中。
石川主水
加賀藩の用人。
加賀屋六右衛門
浅草の仏壇問屋の主人。
治兵衛
加賀屋の番頭。

## エピソード
- 文芸評論家・アンソロジストの縄田一男は、本作を「『無宿人別帳』に代表されるいわゆる無宿ものの集大成的作品」と位置付けている[1]。
- 「『逃亡』は地方紙に連載された時代小説だが、テンポも早く、江戸末期の底辺に生きる無宿人や、それをいためつける下級役人が描かれ、逆境にある人間の切なさ、権力にありつこうとするもののあさましさが浮き彫りにされた、私の好きな作品の一つである」と、本作の速記を務めた福岡隆は述べている[2]。

## テレビドラマ

### 1966年版
NET（現・テレビ朝日）系列の「ナショナルゴールデン劇場」枠（22:00-23:00）にて、1966年6月2日から8月4日まで放送。全10回。
キャスト
- 源次：加藤剛
- 三田佳子
- 中谷一郎
- 三島雅夫
- 東野英治郎
- 横内正
- 大塚道子
- 井川比佐志
- 山本清
- 永井智雄
- 横森久
- 金子信雄
- 前島幹雄
- 村瀬幸子
- 宇佐美淳
- 可知靖之
- 川口敦子

スタッフ
- 脚本：成沢昌茂
- 演出：広渡三夏
- 音楽: 山下毅雄

### 2002年版
NHKの「金曜時代劇」枠（21:15-21:58）にて、2002年1月11日から2月8日まで放送された連続ドラマ。全6回。初回は1月11日20:00-20:44に放送、同日21:15-21:59に第2回が放送された。最後まで江戸を中心に事件が展開するストーリーとなっており、原作と異なる結末を設定している。
キャスト
- 源次：上川隆也
一旗挙げようと1年前に甲州から江戸に出てきた無宿者。
- 梅三郎：宅麻伸
「まむしの梅三郎」と恐れられるやり手の岡っ引。
- お仙：原田美枝子
料亭の女将で梅三郎の情婦。
- お蝶：野波麻帆
幼い頃に両親を亡くし、伝兵衛に育てられる。
- 石川主水：石橋蓮司
幕府の用人。
- 伝兵衛：神山繁
錺師でお蝶の養父。
- 伝助：加藤久雅
伝兵衛の息子。
- 卯平：井川比佐志
番屋の番人。
- 黒岩律：竹脇無我
幕府大目付。原作には登場しないオリジナルキャラクター。
- お秋：浅丘ルリ子
お仙の料亭の仲居。
- 外山高士、鈴木健介、九太朗、杜澤泰文、尾崎恵、徳井広基、浜田大介
- 語り：小沢昭一

スタッフ
- 脚本：大藪郁子（1～4回）、田上雄（4～最終回）
- 音楽：谷川賢作
- 監修：市川崑
- 制作統括：大加章雅（NHKエンタープライズ21）、小林千洋（NHKドラマ番組部）
- プロデューサー：松前洋一（C・A・L）、鶴間和夫（C・A・L）
- 演出：市川崑（1～2回）、手塚昌明（3回）、関本郁夫（4～最終回）
- 美術：櫻木晶
- 制作：NHK、C.A.L、NHKエンタープライズ21

サブタイトル
| 各話  | 放送日        | サブタイトル |
| ----- | ------------- | ------------ |
| 第1話 | 2002年1月11日 | 女と影       |
| 第2話 | 2002年1月11日 | 音と女       |
| 第3話 | 2002年1月18日 | 女と橋       |
| 第4話 | 2002年1月25日 | 女と河       |
| 第5話 | 2002年2月1日  | 女と風       |
| 第6話 | 2002年2月8日  | 女と光       |